# Classe Solstice
La classe Solstice est une classe de cinq navires de croisière réalisée pour l'opérateur américain de croisière Celebrity Cruises.
Ils sont construits sur le chantier allemand Meyer Werft de Papenburg. Ils sont tous de type Panamax.

## Les unités de la classe Solstice
- Celebrity Solstice - mis en service en 2008.
- Celebrity Equinox - mis en service en 2009.
- Celebrity Eclipse - mis en service en 2010.
- Celebrity Silhouette - mis en service en 2011[1]
- Celebrity Reflection - mis en service en 2012